# Арданса, Хосе Антонио
Хосе́ Анто́нио Арда́нса Га́рро (исп. José Antonio Ardanza Garro, баск. Jose Antonio Ardanza Garro; 10 июня 1941, Элоррио, Страна Басков — 8 апреля 2024) — баскский политик, член Баскской националистической партии.

## Биография
Арданса начал свою политическую карьеру в качестве мэра города Мондрагон после окончания диктатуры Франко. Он председатель правительства Страны Басков с 1985 по 1999 год. В качестве председателя Страны Басков его помнят за то, что он возглавлял коалиционные правительства с Социалистической партией Эускади-Эускадико Эскерра (Partido Socialista de Euskadi-Euskadiko Ezkerra).
Умер 8 апреля 2024 года от рака в возрасте 82 лет.